# Bartolomeo Vivarini
Bartolomeo Vivarini, psaný i Bartolommeo a nazývaný také Bartolommeo da Murano, (kolem 1432 Murano – kolem 1499 Murano) byl italský malíř. Prokazatelně byl činný v letech 1450 až 1499. Jeho bratr Antonio Vivarini a synovec Alvise Vivarini byli též malíři; Alvise zřejmě mohl být Bartolomeovým žákem a po jeho smrti převzal dílnu.

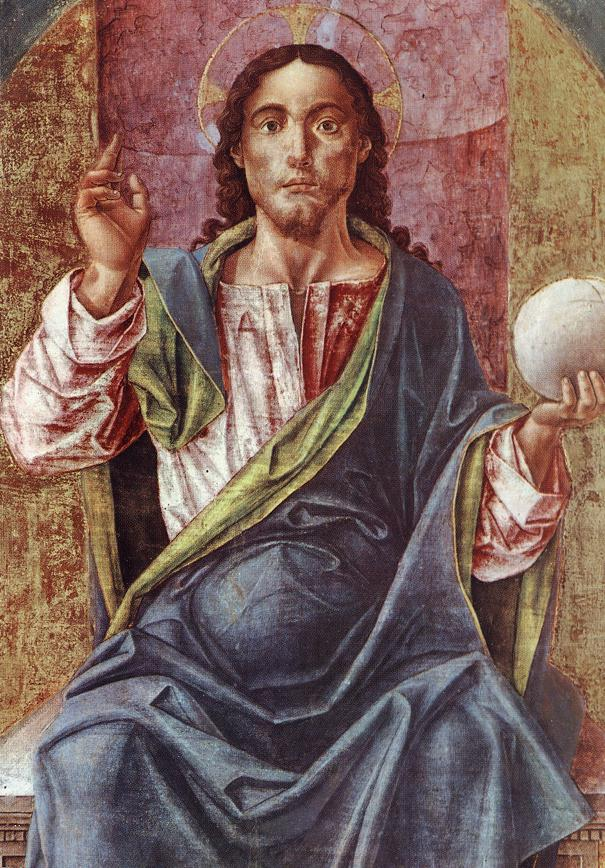
Bartolomeo Vivarini: Trůnící Kristus

Jako mnozí benátští malíři své doby byl Bartolomeo Vivarini ovlivněn tehdy novou technikou olejomalby, kterou šířil Antonello da Messina. Své první olejomalby vytvořil Vivarini roku 1473, šlo o devítidílný oltář v basilice San Zanipolo. Většina dochovaných Vivariniho maleb jsou tempery.
Protože vivarino znamená italsky stehlík, Vivarini někdy signoval své obrazy obrázkem tohoto ptáka.